# Landmark Records
La Landmark Records è stata un'etichetta discografica statunitense fondata nel 1985 da Orrin Keepnews. Le pubblicazioni Landmark includevano musiche di Donald Byrd, Jack DeJohnette, Jimmy Heath, Vincent Herring, Bobby Hutcherson, Mulgrew Miller, Buddy Montgomery e ristampe di Cannonball Adderley.
Il suo catalogo comprendeva anche due album jazz del Kronos Quartet con la cover dei lavori di Bill Evans e Thelonious Monk. La Landmark fu acquistata dalla Muse Records nel 1993. Muse e Landmark sono state a loro volta acquisite dalla 32 Jazz nel 1996. Nel 2003 Savoy Jazz, che era diventata una filiale della Nippon Columbia, acquisì i diritti per i cataloghi Muse e Landmark da 32 Jazz.

## Discografia

### Serie 1300[7]
| LCD  | Artista             | Titolo                                            |
| ---- | ------------------- | ------------------------------------------------- |
| 1301 | Cannonball Adderley | Them Dirty Blues                                  |
| 1302 | Cannonball Adderley | Cannonball's Bossa Nova                           |
| 1303 | Cannonball Adderley | Jazz Workshop Revisited                           |
| 1304 | Cannonball Adderley | Cannonball Adderley and the Poll-Winners          |
| 1305 | Cannonball Adderley | The Cannonball Adderley Quintet at the Lighthouse |
| 1306 | Cannonball Adderley | Cannonball Takes Charge                           |
| 1307 | Cannonball Adderley | Cannonball in Europe!                             |

Dal 1301 al 1307 furono pubblicati sotto The Cannonball Addderley Collection Volumes 1-7 e consistevano nei master della Riverside Records, originariamente prodotti da Orrin Keepnews, che Adderley portò con sé quando si trasferì alla Capitol Records dopo la bancarotta della Riverside Records. Questo spiega perché questi non furono mai pubblicati come parte della serie "Original Jazz Classics" della Fantasy Records, il successivo proprietario del catalogo della Riverside Records, inoltre, V.7 era precedentemente inedito negli Stati Uniti.
- 1308	Helen Merrill & Dick Katz – A Shade of Difference (ristampa)
- 1309	Eddie "Cleanhead" Vinson e Cannonball Adderley – Cleanhead & Cannonball
- 1310	Bobby Hutcherson – Landmarks (compilation)

### Serie 500/1500
| Catalogo n. (LLP/LCD) | Artista                                      | Titolo                                                    | Note                     |
| --------------------- | -------------------------------------------- | --------------------------------------------------------- | ------------------------ |
| 1501                  | Bobby Hutcherson                             | Good Bait                                                 |                          |
| 1502                  | Yusef Lateef                                 | In Nigeria                                                |                          |
| 1503                  | Keith MacDonald                              | This Is Keith MacDonald                                   |                          |
| 1504                  | Jack DeJohnette                              | The Jack DeJohnette Piano Album                           |                          |
| 1505                  | Kronos Quartet                               | Monk Suite: Kronos Quartet Plays Music of Thelonious Monk |                          |
| 1506                  | Jimmy Heath                                  | New Picture                                               |                          |
| 1507                  | Mulgrew Miller                               | Keys to the City                                          |                          |
| 1508                  | Bobby Hutcherson                             | Color Schemes                                             |                          |
| 1509                  | Keith MacDonald                              | Waiting                                                   |                          |
| 1510                  | Kronos Quartet                               | Music of Bill Evans                                       |                          |
| 1511                  | Mulgrew Miller                               | Work!                                                     |                          |
| 1512                  | Buddy Montgomery                             | Ties of Love                                              |                          |
| 1513                  | Bobby Hutcherson                             | In the Vanguard                                           |                          |
| 1514                  | Jimmy Heath                                  | Peer Pleasure                                             |                          |
| 1515                  | Mulgrew Miller                               | Wingspan                                                  |                          |
| 1516                  | Donald Byrd                                  | Harlem Blues                                              |                          |
| 1517                  | Bobby Hutcherson                             | Cruisin' the 'Bird                                        |                          |
| 1518                  | Buddy Montgomery                             | So Why Not?                                               |                          |
| 1519                  | Mulgrew Miller                               | The Countdown                                             |                          |
| 1520                  | Ralph Moore                                  | Images                                                    |                          |
| 1521                  | Charlie Rouse                                | Epistrophy                                                |                          |
| 1522                  | Bobby Hutcherson                             | Ambos Mundos                                              |                          |
| 1523                  | Il Sestetto Donald Byrd con Joe Henderson    | Getting Down to Business                                  |                          |
| 1524                  | Weslia Whitfield                             | Lucky to Be Me                                            |                          |
| 1525                  | Mulgrew Miller                               | From Day to Day                                           |                          |
| 1526                  | Ralph Moore                                  | Furthermore                                               |                          |
| 1527                  | Vincent Herring                              | Evidence                                                  |                          |
| 1528                  | Nat Adderley Quintet                         | Talkin' About You                                         |                          |
| 1529                  | Bobby Hutcherson                             | Mirage                                                    |                          |
| 1530                  | Donald Byrd                                  | A City Called Heaven                                      |                          |
| 1531                  | Weslia Whitfield                             | Live in San Francisco                                     |                          |
| 1532                  | Mulgrew Miller                               | Time and Again                                            |                          |
| 1533                  | Vincent Herring                              | Dawnbird                                                  |                          |
| 1534                  | Elvin Jones                                  | Live at the Village Vanguard Volume One                   |                          |
| 1535                  | Joe Roccisano Orchestra                      | The Shape I'm In                                          |                          |
| 1536                  | Indigo Quartette                             | Quartette Indigo                                          |                          |
| 1537                  | Il Quintetto Dannie Richmond                 | The Last Mingus Band A.D.                                 | ristampa di Gatemouth LP |
| 1538                  | Jimmy Heath                                  | The Time and the Place                                    |                          |
| 1539                  | Don Braden                                   | Landing Zone                                              |                          |
| 1540                  | Leon Lee Dorsey                              | The Watcher                                               |                          |
| 1541                  | Joe Roccisano Orchestra                      | Leave Your Mind Behind                                    |                          |
| 1542                  | John Hicks                                   | In the Mix                                                |                          |
| 1543                  | Mel Lewis                                    | Mellifluous                                               | ristampa di Gatemouth LP |
| 1544                  | Weslia Whitfield                             | Nice Work                                                 |                          |
| 1545                  | John Hicks                                   | Piece for My Peace                                        |                          |
| 1548                  | Michael Cochrane                             | Impressions                                               |                          |
| 1551                  | Weslia Whitfield with Mike Greenhill Quartet | Nobody Else But Me                                        | ristampa di Myoho LP     |